# Groveriella carpathica
Groveriella carpathica är en tvåvingeart som beskrevs av Boris Mamaev 1978. Groveriella carpathica ingår i släktet Groveriella och familjen gallmyggor.
Artens utbredningsområde är Ukraina. Inga underarter finns listade i Catalogue of Life.